# Parafia Przemienienia Pańskiego w Sobowidzu
Parafia Przemienienia Pańskiego w Sobowidzu – rzymskokatolicka parafia usytuowana we wsi Sobowidz, przy ulicy Kościuszki w gminie Trąbki Wielkie. Wchodzi w skład dekanatu Trąbki Wielkie w archidiecezji gdańskiej.
Kościół parafialny był od 13 kwietnia 2015 do 23 kwietnia 2020 siedzibą dekanatu Trąbki Wielkie, a jej proboszcz dziekanem.

## Proboszczowie
- 1946–1973: ks. Józef Wdowiak
- 1973–1974: ks. Jerzy Famuła
- 1974–1978: ks. prał. Bogdan Napierała[1]
- 1978–1990: ks. Tadeusz Markiewicz[2]
- 1991–2007: ks. kan. Marian Krzywda[3]
- 2007–2023: ks. kan. mgr lic. Krzysztof Masiulanis[4]
- od 1 VII 2023: ks. kan. mgr lic. Krzysztof Mudlaff[5][6]